# Raccolta documentaria dei primati scientifici italiani

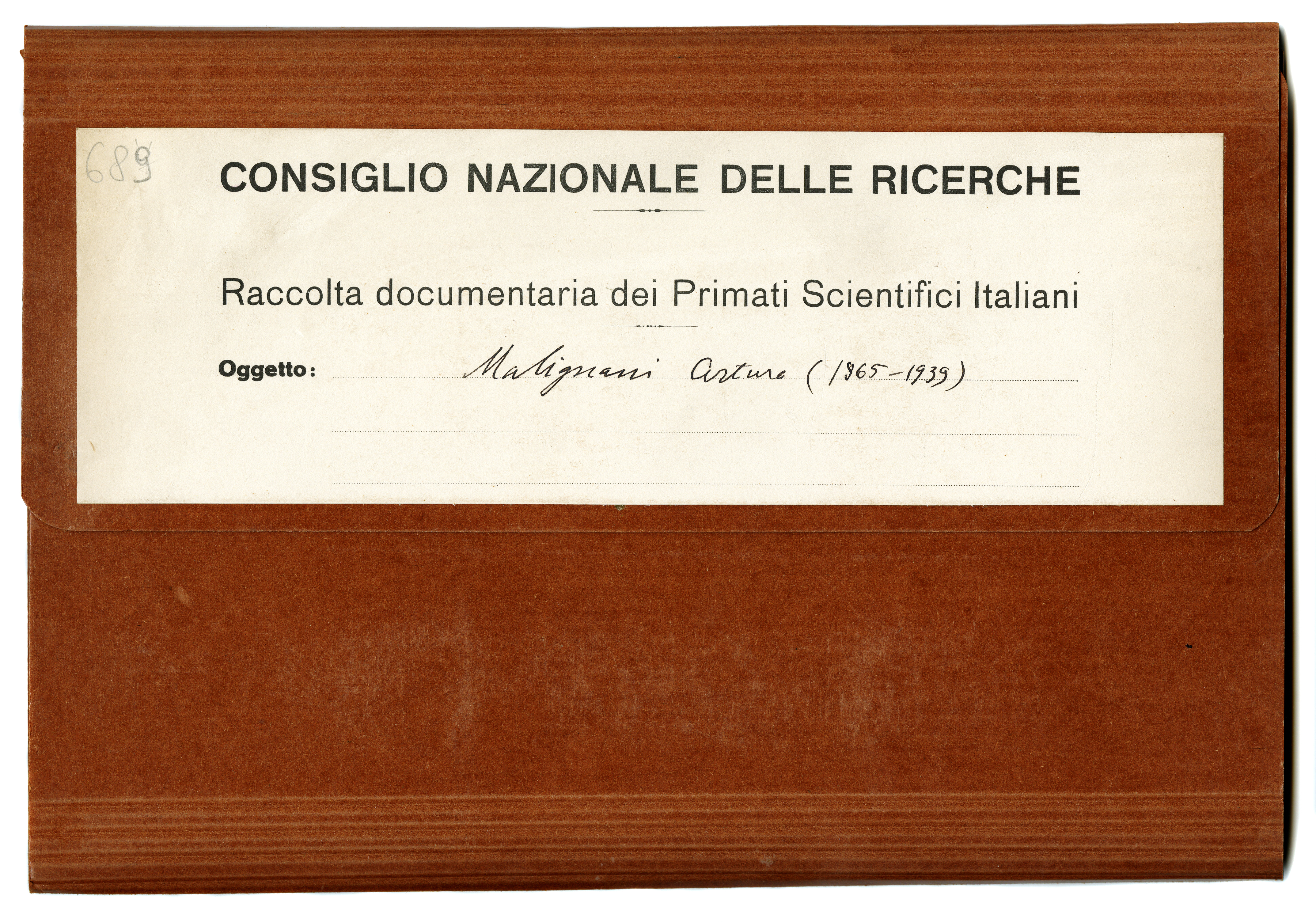
Cartella Arturo Malignani. Raccolta documentaria dei primati scientifici italiani.

La Raccolta documentaria dei primati scientifici italiani è un fondo archivistico con sede a Milano e creato a cura del Consiglio Nazionale delle Ricerche negli anni trenta del Novecento, costituito da circa 2900 cartelle monografiche, suddivise nelle serie Autori e Soggetti.
La serie Autori presenta in ordine alfabetico i nomi degli scienziati, scopritori, inventori italiani che hanno contribuito al progresso della civiltà, dall'antichità e fino al XX secolo. Nel progetto iniziale, ogni cartella doveva contenere per ogni scienziato: un ritratto, un autografo, una bibliografia, pubblicazioni e documenti. 
La serie Soggetti comprende i temi legati alla scienza, alla tecnica, all'industria, alla chimica, alla geografia.
Il nucleo centrale della Raccolta è formato dalla documentazione utilizzata per preparare la mostra delle eccellenze italiane da presentare alla Esposizione universale di Chicago nel 1933. Le cartelle furono poi integrate con nuovi materiali fino agli anni settanta, a cura del personale del Museo nazionale della scienza e della tecnologia Leonardo da Vinci, dove il fondo è conservato.

## Aspetto
Le cartelle sono in cartone, colore marrone o arancione, contraddistinte singolarmente da una grande etichetta che riporta le scritte a stampa: Consiglio Nazionale delle Ricerche – Raccolta documentaria dei Primati scientifici italiani. Oggetto. 
L'indicazione dell'oggetto è poi aggiunta a mano, probabilmente dal curatore della raccolta, il chimico Giulio Provenzal.

## Storia
Per celebrare il centenario della sua fondazione, avvenuta nel 1833, la città di Chicago decide di organizzare per il 1933 un'esposizione universale intitolata A Century of Progress, che si propone di descrivere lo sviluppo della scienza a partire dalle origini e le sue ripercussioni sulla vita quotidiana attraverso le applicazioni pratiche.
L'invito a partecipare viene rivolto dal Presidente degli Stati Uniti Herbert Hoover a tutti i governi con cui all'epoca l'America si trova in relazioni amichevoli.
In un primo momento il governo italiano declina l'invito, giudicando eccessiva la spesa connessa alla partecipazione. L'importanza della richiesta, però, avrebbe consentito di dare ampio risalto anche all'estero al programma di propaganda culturale perseguito in quegli anni e che consisteva nella rivendicazione sistematica del primato italiano in tutti i principali campi della civiltà mondiale, fin dalle origini della storia.  
Mussolini, all'epoca a capo del governo, decide quindi di cogliere l'occasione e incarica il CNR di scegliere e raccogliere una collezione di oggetti che possa ben rappresentare l'Italia a Chicago. 
Dispone, anzi, che ne vengano preparate quattro serie: una da inviare negli Stati Uniti, due da destinare ai musei scientifici di Londra e Monaco di Baviera in cambio di altri reperti, e una al Museo Industriale che, dall'inizio del secolo, si progetta di costituire anche in Italia.
L'incarico viene assegnato al chimico Giulio Provenzal, già fondatore nel 1931 della Società Italiana di storia della chimica, poi presidente dell'Istituto Italiano di Storia della chimica.
Nascono così, insieme, la Raccolta documentaria dei primati scientifici italiani e una ricca collezione di oggetti, modelli, riproduzioni al vero e apparecchiature scientifiche che rappresenta un contributo importante all'Esposizione.

Biografia dell'abate Giovanni Caselli, "Raccolta documentaria dei primati scientifici italiani".

La Mostra scientifica italiana, infatti, presenta centinaia di oggetti distribuiti, secondo la loro tematica, nell'Adler Planetarium, presso il Padiglione dell'agricoltura e nelle sezioni di fisica e matematica della Hall of Science, dove tredici sale sono riservate esclusivamente all'Italia.
Al termine dell'Esposizione, cimeli e documenti tornano a Roma, presso il CNR, dove rimangono fino al 1950, quando vengono destinati al Museo della Scienza e della Tecnica di Milano. 
Qui le cartelle vengono integrate fino agli anni settanta con nuovi materiali mentre gli oggetti vanno a costituire uno dei primi nuclei delle collezioni e dove sono conservati.